# إدوارد إس. زالومون
إدوارد إس. زالومون (بالإنجليزية: Edward S. Salomon)‏ هو سياسي أمريكي، ولد في 25 ديسمبر 1836 في شلسفيغ هولشتاين في ألمانيا، وتوفي في 18 يوليو 1913 في سان فرانسيسكو في الولايات المتحدة. حزبياً، نشط في الحزب الجمهوري. وقد انتخب Governor of the Territory of Washington ‏ (4 مارس 1870 – أبريل 1872) وانتخب عضو جمعية ولاية كاليفورنيا.